# ليالي الحلمية (الجزء الأول)
ليالي الحلمية - الجزء الأول هو مسلسل تلفزيوني درامي تاريخي مصري من تأليف أسامة أنور عكاشة، وإخراج إسماعيل عبد الحافظ، وبطولة يحيى الفخراني، وصفية العمري، وحسن يوسف، وفردوس عبد الحميد، وصلاح السعدني، وسهير المرشدي، وهدى سلطان، وأحمد مظهر، ودلال عبد العزيز، وعبد العزيز مخيون، وسيد عبد الكريم، ويسري مصطفى، وجمال إسماعيل، وإنعام سالوسة، وسيد عزمي. بدأ عرض المسلسل في 18 أكتوبر 1987 علي شبكة قنوات التلفزيون المصري ويتكون من 18 حلقة. تدور أحداث المسلسل حول الصراع ما بين سليم البدري (يحيى الفخراني) وسليمان غانم (صلاح السعدني) واستغلال نازك السلحدار (صفية العمري) هذا الصراع في خدمة أهدافها الخاصة. بدأ هذا الصراع عندما جاء سليمان من الأرياف لكي يثأر لوالده عبد التواب غانم الذي مات في السجن حزينًا بسبب إسماعيل البدري والد سليم. بدأت هذه المواجهة بشراء سليمان أسهمًا بمصنع البدري للمنسوجات، ثم بفضح زواج سليم السري من علية بدوي القماش (ماجدة حمادة).

## الممثلون
- يحيى الفخراني: سليم البدري
- صفية العمري: نازك السلحدار
- حسن يوسف: توفيق البدري
- فردوس عبد الحميد: أنيسة بدوي
- صلاح السعدني: سليمان غانم
- سهير المرشدي: سماسم العادلي
- هدى سلطان: نفيسة هانم
- أحمد مظهر: أحمد حسنين باشا
- دلال عبد العزيز: نجاة عبد الفتاح سلطان - ضيفة الحلقات
- عبد العزيز مخيون: طه السماحي
- سيد عبد الكريم: زينهم السماحي
- يسري مصطفى: عاصم السلحدار
- جمال إسماعيل: بدوي الزهار
- إنعام سالوسة: وصيفة المرزوقي
- سيد عزمي: زكريا الباز
- عبلة كامل: رقية البدري
- ماجدة حمادة: عليّة بدوي
- محيي الدين عبد المحسن: وهدان المرزوقي
- فتحية شاهين: عصمت هانم
- عادل أمين: طلعت الشماشرجي
- عطية عويس: عبد الفتاح سلطان
- محمود الشاذلي: زعتر
- عاطف طنطاوي: شرابي
- محمود العراقي: المليجي
- جمال شبل: إمام
- محمد فريد: طق طق (متولي)
- عبد الهادي أنور: أبو وردة
- أبو الفتوح عمارة: كامل
- وسيلة حسين: لبيبة
- كوثر رمزي: بهيجة
- أحمد حجازي: وكيل نيابة
- عبد الحميد أنيس
- نوال هاشم: فاردينييه
- أنسي المصري: عفت
- إبراهيم سكر: عثمان باشا السلحدار
- جلال عبد القادر: المحامي شفيق الملواني
- أحمد حسين
- أحمد عبد القادر: داود
- إبراهيم حزين: نصحي
- ثريا إبراهيم: بديعة
- محب كاسر
- سمير رامي
- نهاد رامي: جوني
- أنور ناشد
- حجاج عبد العظيم: بهروز
- إبراهيم حسنين: فضل
- محيي الدين عبد الحميد
- شفيقة عثمان
- محمد القصاص: رأفت
- ليلى درويش: صالحة
- منى جمال
- بدرية عبد الجواد: فوزية عبد الهادي
- بهاء ثابت
- عبد الرحمن حامد
- لوسي: حمدية
- فتوح أحمد: شاهين
- شوقي شامخ: كمال خلة (سيد البية / وجدي السحرتي)
- عهدي صادق: خميس (الخمس)
- أحمد عزت: علي سليم البدري (طفل)
- شريف حسين: محمود (طفل)
- عمرو محمد علي: عادل سليم البدري (طفل)
- نادر حسن: ناجي طه السماحي (طفل)
- جيلان حمدي: زهرة سليمان غانم (طفلة)
- محمد متولي: بسه (بسيوني أبو حجر)

## الأحداث
تكتشف نازك السلحدار أن زوجها سليم البدري متزوج عليها في السر من علية بدوي القماش، فتواجهه وتستفزه ليطلقها، ثم تتزوج من خصمه وعدوه الجديد العمدة سليمان غانم. وتشترط على أن تكون العصمة في يدها لكي توافق على زواجهما، فيوافق كارهًا لذلك، لكنه يقبل لكي يغيظ عدوه الدائم سليم ابن البدري. يتضح من هذا الزواج الفرق الشاسع بين ابنة الطبقة الارستقراطية وبين ابن الفلاحين، خاصة في طريقة الأكل، كما يتضح لنازك الفرق الشاسع بين سليم الجنتل وبين العمدة سليمان في طريقة المعيشة والثقافة. نتيجة لتلك الاختلافات بينهما، تظهر بين نازك وسليمان الخلافات سريعًا وتنتهي بتطليقها له، ولكنها تكتشف أنها حامل منه، فتنجب الفتاة التي أطلق عليها والدها اسم زهرة وتتبرأ منها وتسلمها لوالدها، ولم تبت عندها سوي ليالي.
في هذه الأثناء، يعيش علي بن سليم البدري في كنف جدته وجده وخالته أنيسة، بعد أن ماتت أمه علية وهي تنجبه لأنها كانت مريضة بالقلب. تموت جدته حسرةً على شباب ابنتها علية وفي أثناء مراسم عزاءها، يعود سليم لنازك ويقطع علاقته بعائلة القماش. بعد وفاة والدتها، تتزوج أنيسة من توفيق البدري، ابن عم سليم، وتبدأ علاقتها مع رقية أخت توفيق، والتي تكتشف فيما بعد أنها ابنة إسماعيل البدري وشقيقة سليم البدري من ناحية الأب فقط، وأنها وُلدت نتيجة زواج إسماعيل البدري من إحدى بنات السماحي التي كانت صاحبة قهوة الحلمية، وقد أدي هذا الزواج إلى استيلاء إسماعيل على القهوة، وتطليق بنت السماحي، ورميها في الشارع، مما أشعل خلافًا بين والده وبين آل السماحي. تعود رقية إلى سرايا البدري وتشارك سليم في ميراثه، لكن هذا لا يُعجب طلعت الشماجرجي ونازك.

## الحلقات
| عنوان الحلقة | القصة |
| ------------ | --- |
| الحلقة 1     | تكتشف نازك السلحدار أن سليم البدري لم يذهب إلي رحلة للصحراء وأنه متزوج عليها من سيدة تُدعي علية. ويقع سليم في أزمة بعدما تُباع ربع أسهم مصنعه لعدوه سليمان غانم في غيابه. ويكتشف سليم أن علية حامل وهي مريضة بالقلب.                              |
| الحلقة 2     | يقع سليم في ورطة حينما يكشف والد علية عن سر هذا الزواج. تغضب نازك وتحصل علي طلاقها من سليم بعد مواجهة كبيرة جدًا بينهما، فتنتقل علية إلي سرايا سليم. يستغل سليمان الفرصة ويطلب يد نازك، لكنها تشترط أن تكون العصمة بيدها.                        |
| الحلقة 3     | يختبئ المناضل طه السماحي في سرايا البدري ويقوم بإلهاء الشرطة عنه. وتتزوج نازك من سليمان ويخططان لكيفية السيطرة علي السرايا والمصنع. يتخذ سليم قرارًا بدخول الحياة السياسية لمواجهة سليمان.                                                       |
| الحلقة 4     | تلقي الشرطة القبض علي طه السماحي. وتموت علية وهي تنجب ابنها. وتنجب نازك بنتًا من سليمان، ثم تطلقه وتترك له ابنتهما. وتعود مرة أخري إلي سليم. ويُحسم قرار اختيار سليم في الانتخابات البرلمانية.                                                    |
| الحلقة 5     | يكتشف سليم وجود مشكلة قديمة بين والده وبين عائلة السماحي. وتطلب نازك من سليم إخراج ابنه من السرايا. ويحشد سليمان قواه للفوز في الانتخابات. ويفصل سليم رئيس الوردية. ويترك توفيق البدري العمل أيضًا.                                              |
| الحلقة 6     | يطلب توفيق يد أنيسة. وتطلب نفيسة من توفيق العودة لعمله. ويتحالف توفيق مع سليمان سرًا. وتكتشف رقية أنها ابنه إسماعيل البدري. وتحمل نازك من سليم. ويفوز سليم في الانتخابات.                                                                        |
| الحلقة 7     | تنتقل رقية للعيش في السرايا. ويخطط سليم لإرسال مجموعة من الرجال لها في الليل ليتحفظوا عليها في مشفي للأمراض العقلية. تندلع غارة ألمانية تهدم السرايا. ويكشف توفيق لزينهم أن رقية ابنة عمته.                                                     |
| الحلقة 8     | تنجب نازك ولدًا اسمته عادل. وتقرر أن ترضع ابن سليم من علية بنفسها، لكن نفيسة ترفض. يتزوج توفيق من أنيسة. وتزور نجاة زينهم بعد زواجها من طه وسفره لفرنسا. ويسافر سليم لأجل مهمة عمل بأوروبا لمدة شهر ونصف.                                        |
| الحلقة 9     | يعيش علي ابن علية في كنف أنيسة خالته. ويسافر سليم ليشتري ماكينات لمصنعه. ويقرر توفيق زيادة يومية العمال. ويدخل زينهم السجن وتأخذ سماسم شقته. وينكشف تعاون توفيق وسليمان.                                                                        |
| الحلقة 10    | ينجح توفيق في محاولة إقناع سليمان ببيع أسهمه في المصنع ويتضح أنها خطة مقصودة لإيقاع سليمان. لكن سليمان يكتشف خطة توفيق ويرد له الصاع صاعين. ويقع سليم في قبضة الألمان. ويخفي توفيق أوراق ملكية المصنع عن نازك.                                  |
| الحلقة 11    | ترفض نازك الخضوع للاحتكار علي الغزل لمدة عامين، علي عكس توفيق، لكنها ترضخ في نهاية الأمر لشروط سليمان. تصبح نجاة في ورطة عندما تحمل من زوجها بدون علم والدها.                                                                                   |
| الحلقة 12    | يكتشف والد نجاة هوية زوجها ويغضب بشدة. وتحاول أسرة سليم الوصول إليه مع إنكار الألمان لخطفهم له. وتموت نفيسة حزنًا عليه. ويتوقف نشاط المصنع. |
| الحلقة 13    | يخرج سليم من الأسر ويعود لأرض الوطن. وتطلب أنيسة من سليم تربية علي بنفسها ويوافق. ويحاول سليم التوصل لإتفاق مع سليمان لكي ينقذ الوضع في المصنع لكن الأخير يرفض. ثم يحاول سليم وتوفيق إعادة الأوضاع كما كانت في المصنع.                          |
| الحلقة 14    | يندلع حريق ضخم في المصنع ويتهم سليم سليمان بأنه وراء ذلك. ويفكر سليم في بيع جزء من أملاكه لإعادة تأسيس المصنع. وتواجهه نازك بشرائها كل أملاكه وتصبح في ورطة. ويعود طه من السفر.                                                                 |
| الحلقة 15    | تذهب زوجة سليمان إلي نازك لتسلمها ابنتها لكن ترفض نازك أخذها ويغضب سليمان علي زوجته. يتورط زكريا في قتل جنديان من الإنجليز. |
| الحلقة 16    | تكفيرًا عن ذنبه، يعيد سليم بناء المصنع ويبيعه لرقية. وتسلم نجاة نفسها لوالدها حتي تفدي سكان المنطقة المقبوض عليهم. ويحاول طه إيجاد حلاً لها. ويخرج زينهم من السجن بعدما قضي عقوبته.                                                               |
| الحلقة 17    | بعد مرور خمس سنوات، يعمل طه في المصنع ويقرر العودة للنضال. ويسعي سليم وراء الباشاوية من خلال الاشتراك في لعبة بوكر أمام الملك. ويبيع سليمان أرضه تعويضًا لخسائره بعد أزمة القطن. وتحمل سماسم من زينهم.                                           |
| الحلقة 18    | يذهب علي إلي منزل سليم والده وتبحث عنه خالته. ويأخذ سليم قرارًا بأن يبقي علي معه، لكن علي يصر علي العودة لخالته أنيسة وزوجها توفيق. ويقع سليمان في أزمة مالية ويقرر سليم شراء المائة فدان خاصته. ويقرر سليمان تقديم ابنته زهرة إلي والدتها نازك. |

## وصلات خارجية
ليالي الحلمية ج1 في قاعدة بيانات الأفلام العربية